# Магдалина Станчева
Магдалина Михайлова Станчева — болгарська вчена-археолог. Почесна громадянка Софії.

## Життєпис
Народилася 6 вересня 1924 року в Софії. У 1948 році закінчила класичну філологію та історію в Софійському університеті Святого Климента Охридського. У 1952 році вона стала кураторкою у трансформованому Музеї історії Софії та очолював його археологічний відділ з 1953 року до свого виходу на пенсію в 1984 році, відіграючи активну роль в археологічних дослідженнях і збереженні культурних пам'яток у місті. З 1965 року — наукова співробітниця, з 1972 року — старша наукова співробітниця. У 1978—2001 роках викладала музеологію в Софійському університеті та історію болгарської кераміки в Національній академії мистецтв. До 1989 року керувала археологічними розкопками в Софії. У 1972—1982 роках була делегаткою від Болгарії, а з 1979 по 1981 роки була віце-президентом Комітету всесвітньої спадщини ЮНЕСКО. З перервами, з 1994 по 2004 рік, вона викладала проблеми культурології та збереження культурної спадщини в Новому болгарському університеті.
Авторка книг: «Пам'ятник Бояну» (1963), «Азбука малого археолога» (1984), «Зустрічі з археологією» (1985), «Оповідання про Великий Преслав» (1993), «Мадарський вершник» (1996), «Софія від давнини до нового часу» (1999), «Дев'ять світових цінностей у Болгарії» (2006) та ін.
Магдалина Станчева померла 6 жовтня 2014 року в Софії.